# San Lorenzo, La Trinitaria
San Lorenzo är en ort i Mexiko.   Den ligger i kommunen La Trinitaria och delstaten Chiapas, i den sydöstra delen av landet, 900 km öster om huvudstaden Mexico City. San Lorenzo ligger 1 496 meter över havet och antalet invånare är 213.
Terrängen runt San Lorenzo är kuperad åt sydost, men åt nordväst är den platt. Runt San Lorenzo är det ganska glesbefolkat, med 43 invånare per kvadratkilometer. Närmaste större samhälle är Vicente Guerrero, 13,4 km söder om San Lorenzo. I omgivningarna runt San Lorenzo växer huvudsakligen savannskog.